# Józef Paczoski
Józef Konrad Paczoski armoiries Jastrzębiec (API : [ˈjʊzɛf pəˈtʃɒski] ; ukrainien : Йосип Пачоський, Ïossyp Patchoskyï) (1864-1942) est un éminent botaniste polonais à l'origine du terme « phytosociologie » et l'un des fondateurs de cette branche de la botanique.

## Biographie
Józef Paczoski est le fils de Konrad Paczoski (1833-1875), avocat et administrateur des biens du prince Sanguszko ayant participé à l'insurrection de Janvier, et de Ludwika Wiemuth (née en 1843), fille du docteur Ludwik (von) Wiemuth (1810-1876), poète, espion et membre de la Garde d'honneur. Il est le beau-frère du docteur Jan Harusewicz et du général Antoni Aleksander Iliński.
Józef Paczoski étudie à l'université Jagellonne et à l'université de Kiev sous la tutelle du zoologiste russe Ivan Ivanovitch Schmalhausen (en). Il invente en 1896 le terme de « phytosociologie » pour désigner l'étude des communautés naturelles végétales. Il devient par la suite scientifique en chef de la réserve de la forêt de Bialovèse en 1923. Il y effectue de nombreux travaux de recherche.
Il est membre-correspondant de l'Académie polonaise des arts et sciences, future Académie polonaise des sciences. Il crée le premier institut de sociologie végétale au monde au sein de l'Université de Poznań. Il y est professeur de la systématique et de la sociologie des plantes de 1925 jusqu'en 1931, année où il perd la direction de sa chaire pour des raisons politiques.  Il est également docteur honoris causa de l'Université des sciences de la vie de Varsovie et de celle de Poznań.
Il décède d'une crise cardiaque en 1942 après avoir appris que son petit-fils avait été torturé par la Gestapo (la Pologne étant alors occupée par l'Allemagne nazie).

## Espèces de plantes nommées d'après Józef Paczoski
- Allium paczoskianum
- Centaurea paczoskyi
- Hieracium paczoskianum
- Jurinea paczoskiana
- Pyrethrum paczoskii
- Tanacetum paczoskii
- Carex paczoskii
- Lamium paczoskianum
- Chamaecytisus paczoskii (Krecz.)
- Cytisus paczoskii
- Onobrychis paczoskiana
- Gagea paczoskii (Zapal.)
- Corydalis paczoskii
- Papaver paczoskii
- Pistolochia paczoskii
- Veronica paczoskiana

## Galerie

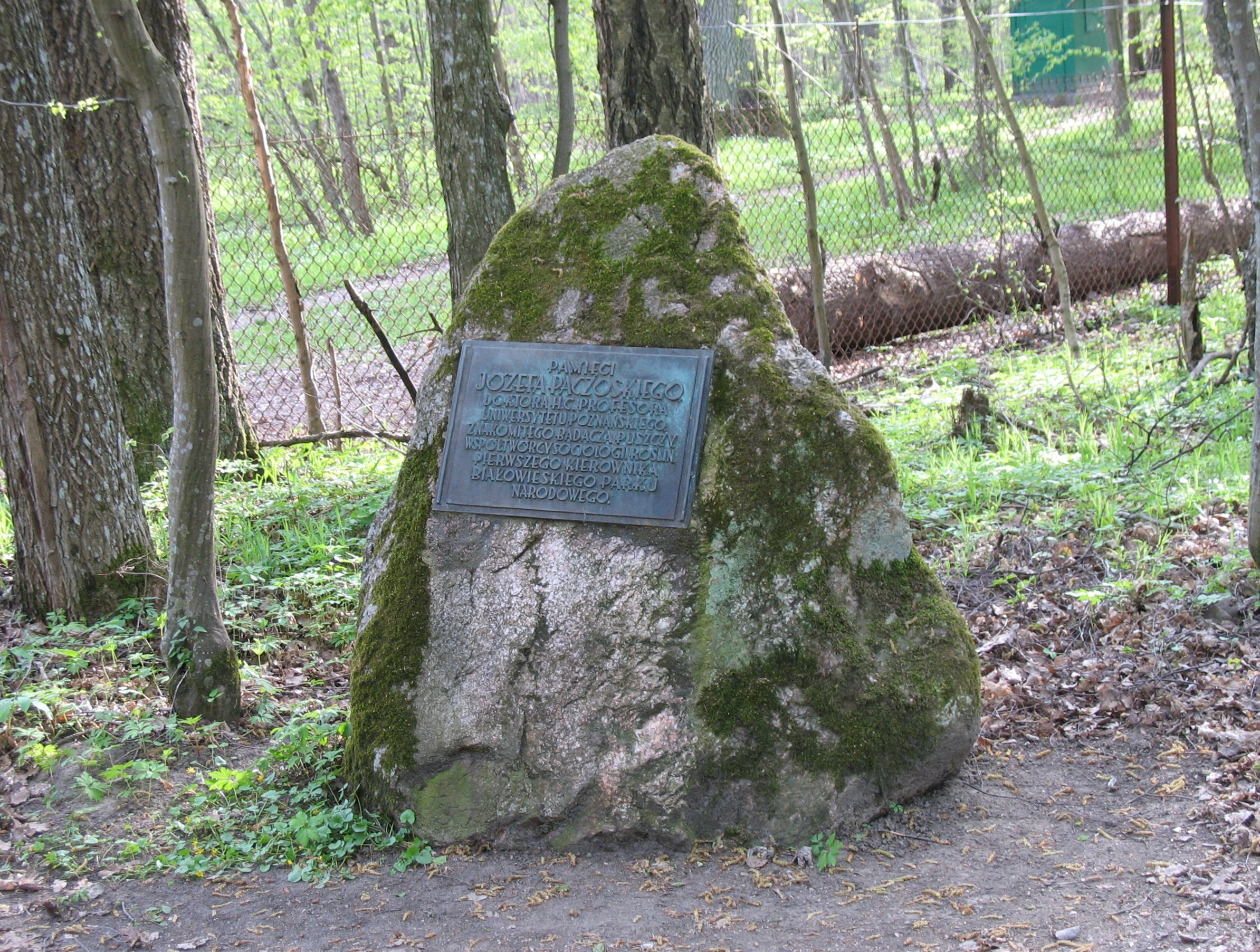
Plaque commémorative dans la forêt de Bialovèse
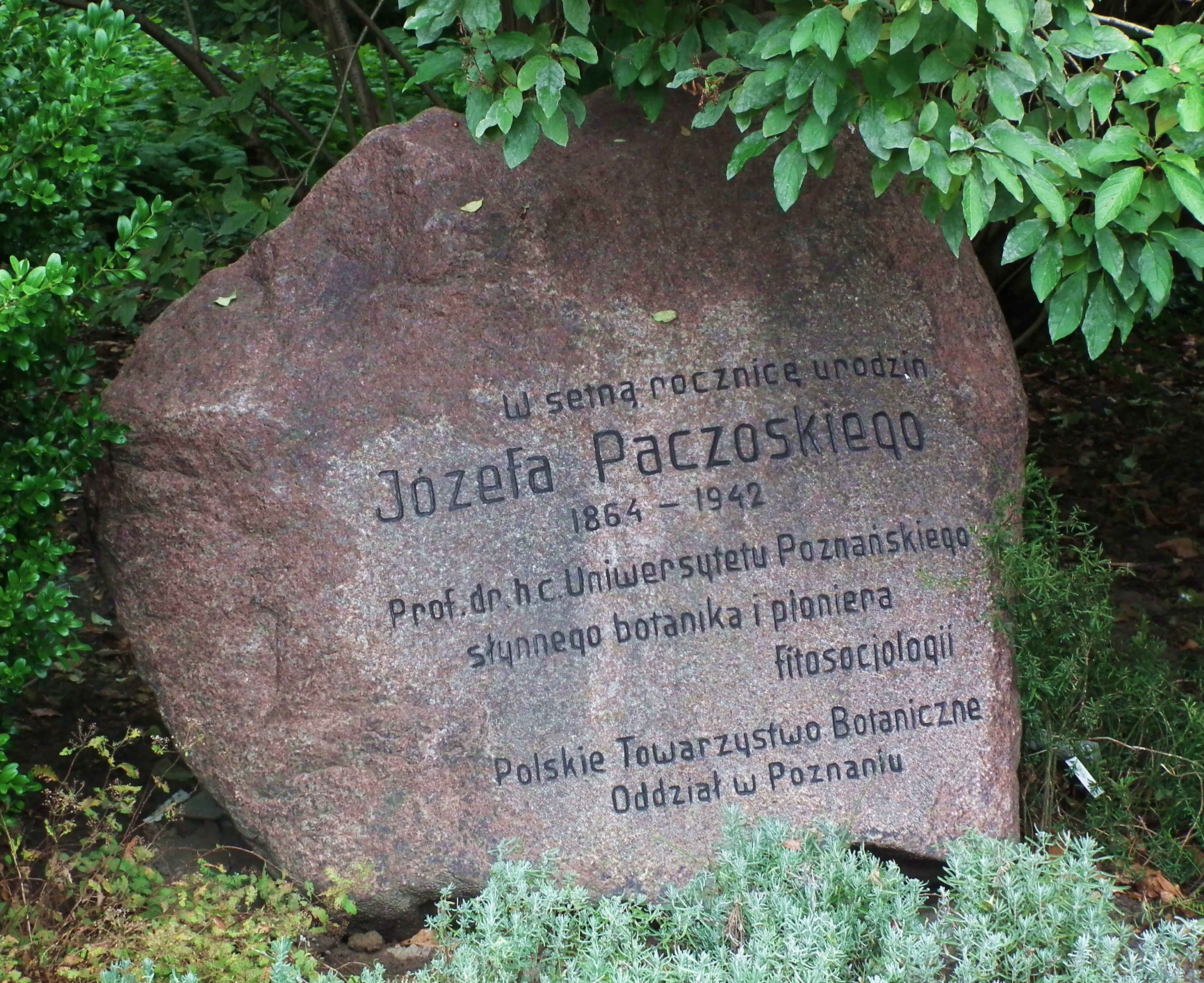
Pierre commémorative dans le jardin botanique de Poznań (centenaire, 1964)
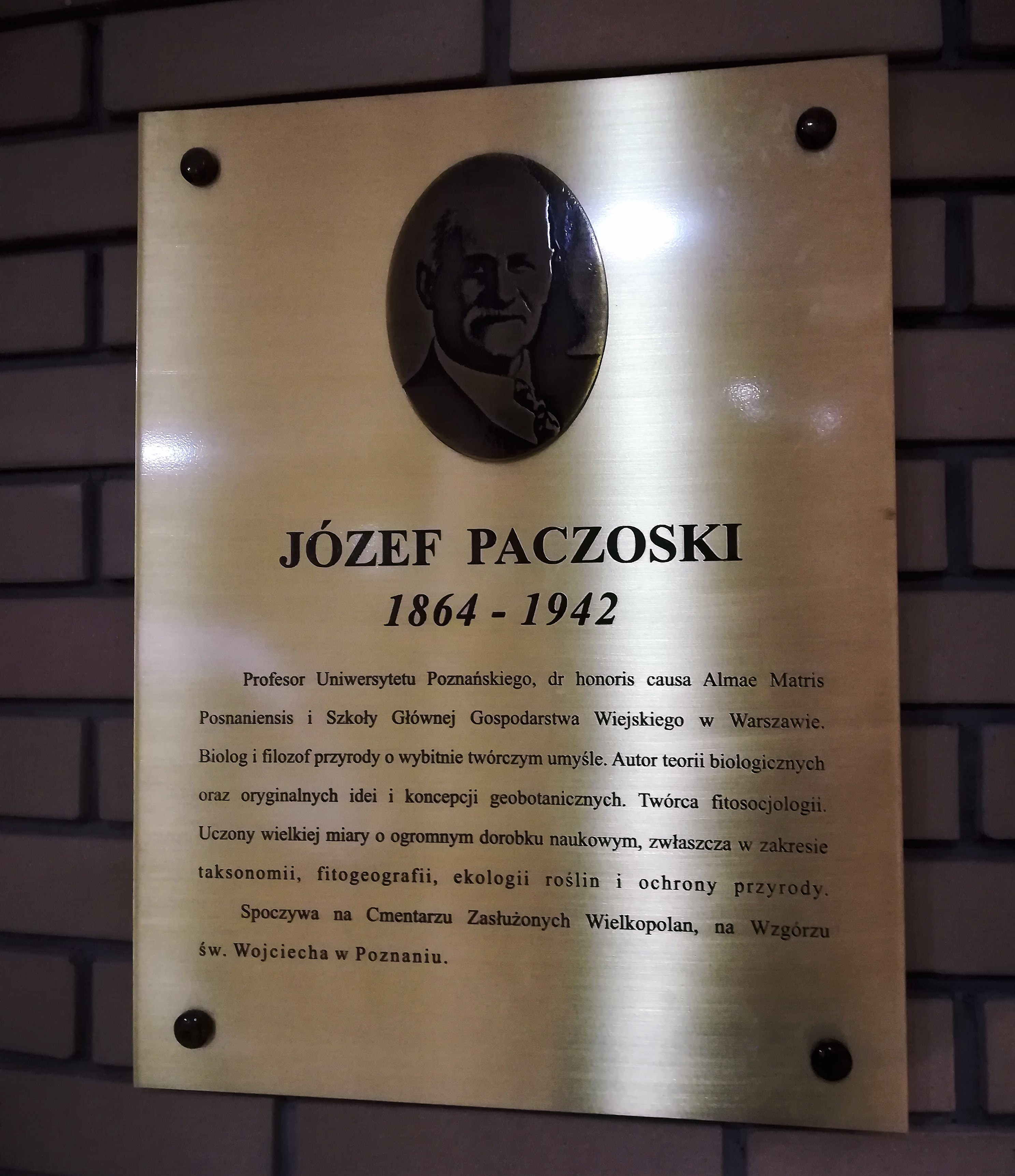
Plaque commémorative au Collegium Biologicum de l'Université Adam-Mickiewicz de Poznań
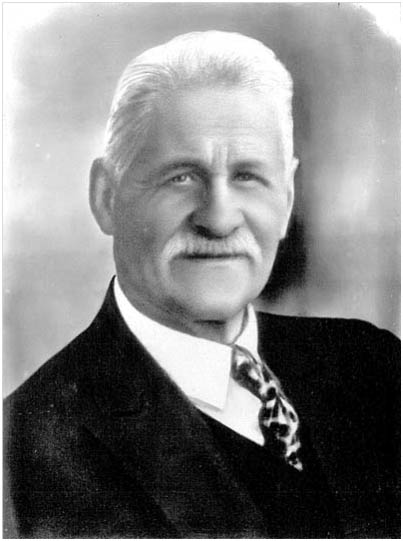
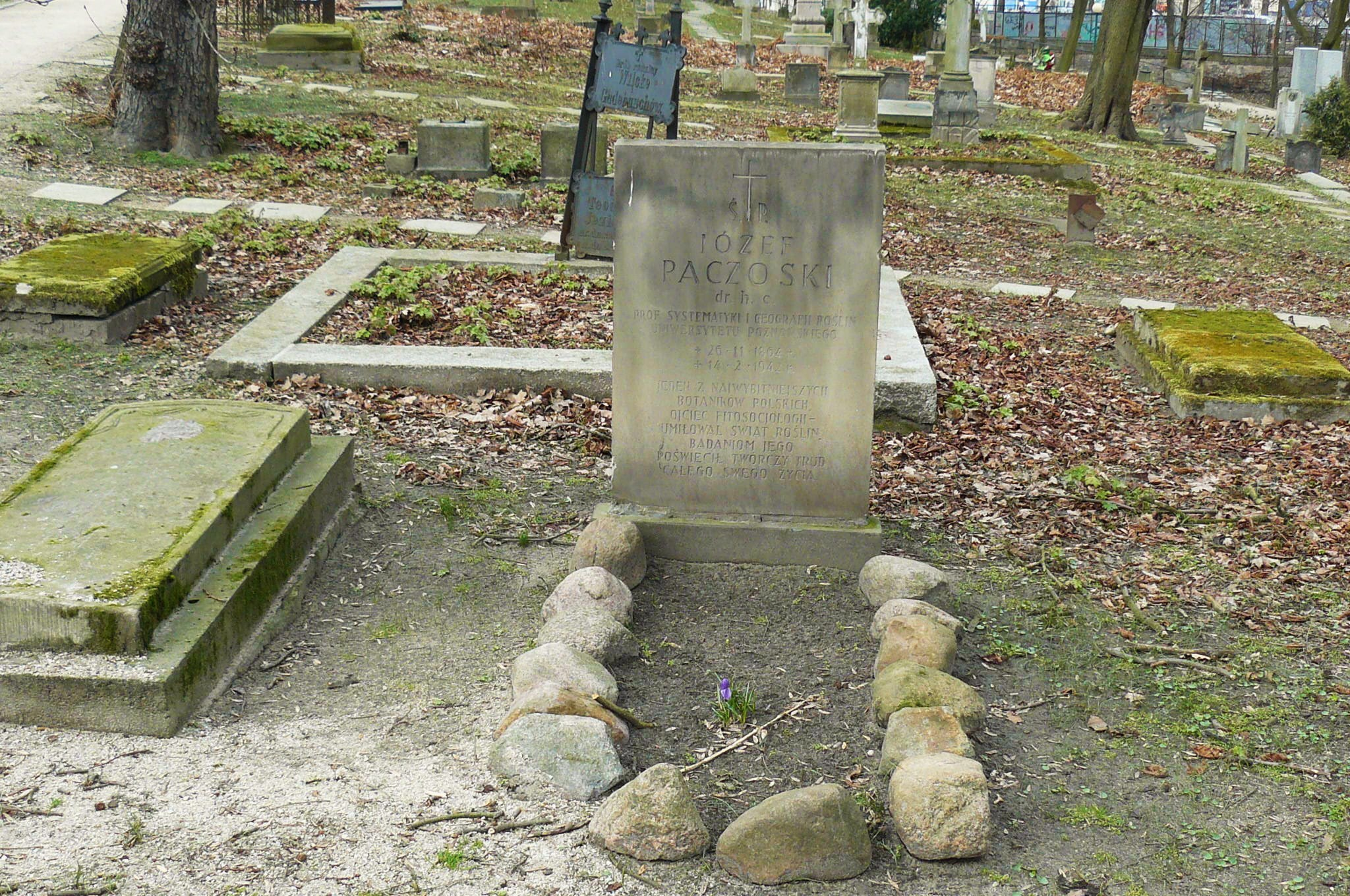
Sépulture de J. Paczoski, Cimetière d'Honneur de Poznań